# Mistrzostwa Europy U-17 w Piłce Nożnej Kobiet 2024 (eliminacje)/Runda 1 Grupa A5
W Grupie A5 eliminacji do Mistrzostw Europy U-17 2024 brały udział następujące zespoły:
- Bułgaria U-17
- Finlandia U-17
- Holandia U-17
- Szwajcaria U-17

## Stadiony
Na podstawie:
| Albena           | Mapa miast-gospodarzy | Dobricz           |
| ---------------- | --------------------- | ----------------- |
| Stadion Albena   | AlbenaDobricz         | Stadion Drużba    |
| Pojemność: 3 000 | AlbenaDobricz         | Pojemność: 18 000 |
|                  | AlbenaDobricz         |                   |

## Tabela
| Reprezentacja   | M | W | R | P | Br+ | Br- | +/- | Pkt. |
| --------------- | - | - | - | - | --- | --- | --- | ---- |
| Finlandia U-17  | 3 | 3 | 0 | 0 | 7   | 0   | +7  | 9    |
| Holandia U-17   | 3 | 2 | 0 | 1 | 9   | 3   | +6  | 6    |
| Szwajcaria U-17 | 3 | 1 | 0 | 2 | 2   | 6   | -4  | 3    |
| Bułgaria U-17   | 3 | 0 | 0 | 3 | 2   | 11  | -9  | 0    |

## Wyniki
| 12 października 2023 10:00 CET | Finlandia U-17 · Todoshchenko 23' | 1:0(1:0)Raport | Holandia U-17 | Stadion Albena, Albena Sędzia: Martina Molinaro |
|                                |                                   |                |               |                                                 |

| 12 października 2023 14:30 CET | Szwajcaria U-17 · Ebersold 15' · Keller 82' | 2:0(1:0)Raport | Bułgaria U-17 | Stadion Albena, Albena Sędzia: Michaela Pachtova |
|                                |                                             |                |               |                                                  |

| 15 października 2023 10:00 CET | Szwajcaria U-17 | 0:3(0:2)Raport | Finlandia U-17 · 30', 90' Oksanen · 41' Todoshchenko | Stadion Albena, Albena Sędzia: Jelena Kumer |
|                                |                 |                |                                                      |                                             |

| 15 października 2023 14:30 CET | Holandia U-17 · Zuidberg 34', 79' · Ivens 76' · Huisman 99', 90+1', 90+4' | 6:2(1:1)Raport | Bułgaria U-17 · 36' Boyadzhieva · 62' Petrova | Stadion Albena, Albena Sędzia: Martina Molinaro |
|                                |                                                                           |                |                                               |                                                 |

| 18 października 2023 14:30 CET | Holandia U-17 · Verkooijen 11' · Derks 29', 63' | 3:0(2:0)Raport | Szwajcaria U-17 | Stadion Albena, Albena Sędzia: Jelena Kumer |
|                                |                                                 |                |                 |                                             |

| 18 października 2023 14:30 CET | Bułgaria U-17 | 0:3(0:1)Raport | Finlandia U-17 · 40' Wusu · 65' Oksanen · 67' Paavilainen | Stadion Drużba w Dobriczu, Dobricz Sędzia: Michaela Pachtova |
|                                |               |                |                                                           |                                                              |

## Strzelczynie

### 3 gole
- Laura Oksanen
- Yada Huisman

### 2 gole
- Jelena Todoshchenko
- Ranneke Derks
- Zoe Zuidberg

### 1 gol
- Andrea Boyadzhieva
- Mariela Petrova
- Lotta Paavilainen
- Anike Wusu
- Rose Ivens
- Fleur Verkooijen
- Nayana Ebersold
- Alyssa Keller